# Goldsboro (Pennsilvània)
Goldsboro és una població dels Estats Units a l'estat de Pennsilvània. Segons el cens del 2000 tenia 939 habitants.

## Demografia
Segons el cens del 2000, Goldsboro tenia 939 habitants, 333 habitatges, i 260 famílies. La densitat de població era de 884,3 habitants per quilòmetre quadrat.
Dels 333 habitatges en un 46,5% hi vivien nens de menys de 18 anys, en un 67,6% hi vivien parelles casades, en un 7,8% dones solteres, i en un 21,9% no eren unitats familiars. En el 17,7% dels habitatges hi vivien persones soles el 3,9% de les quals corresponia a persones de 65 anys o més que vivien soles. El nombre mitjà de persones vivint en cada habitatge era de 2,82 i el nombre mitjà de persones que vivien en cada família era de 3,24.
Per edats la població es repartia de la següent manera: un 32,2% tenia menys de 18 anys, un 5,4% entre 18 i 24, un 40,4% entre 25 i 44, un 15,9% de 45 a 60 i un 6,2% 65 anys o més.
L'edat mediana era de 33 anys. Per cada 100 dones de 18 o més anys hi havia 100,9 homes.
La renda mediana per habitatge era de 57.054 $ i la renda mediana per família de 60.455 $. Els homes tenien una renda mediana de 40.250 $ mentre que les dones 31.146 $. La renda per capita de la població era de 19.164 $. Entorn de l'1,7% de les famílies i el 2,3% de la població estaven per davall del llindar de pobresa.

## Poblacions més properes
El següent diagrama mostra les poblacions més properes.